# Malocampa cadajoa
Malocampa cadajoa är en fjärilsart som beskrevs av William Schaus 1939. Malocampa cadajoa ingår i släktet Malocampa och familjen tandspinnare. Inga underarter finns listade i Catalogue of Life.